# Stowarzyszenie Filistrów Welecji
Stowarzyszenie Filistrów Welecji – stowarzyszenie założone w 1888 w Warszawie, zrzeszające filistrów Korporacji Akademickiej Welecja założonej w Rydze w 1883. 
Początkowo Stowarzyszenie funkcjonowało nieoficjalnie pod nazwą Kasa Zapomogowa Wdów i Sierot po Zmarłych Weletach. Od około 1907 funkcjonuje całkowicie jawnie. 
Prezesami Stowarzyszenia byli m.in.:
- Franciszek Lilpop (1870-1937)
- Wiesław Gąssowski (1874-1944)
- Walenty Miler (1878-1962)
- Kazimierz Augustowski (1916-2007)